# Tuxedo drakei
Tuxedo drakei är en insektsart som beskrevs av Schuh 2004. Tuxedo drakei ingår i släktet Tuxedo och familjen ängsskinnbaggar. Inga underarter finns listade i Catalogue of Life.